# Drmoul
Drmoul är en ort i Tjeckien.   Den ligger i regionen Karlovy Vary, i den västra delen av landet, 130 km väster om huvudstaden Prag. Drmoul ligger 566 meter över havet och antalet invånare är 777.
Terrängen runt Drmoul är platt åt sydväst, men åt nordost är den kuperad. Runt Drmoul är det ganska tätbefolkat, med 86 invånare per kvadratkilometer. Närmaste större samhälle är Mariánské Lázně, 3,8 km nordost om Drmoul. Omgivningarna runt Drmoul är en mosaik av jordbruksmark och naturlig växtlighet.